# Saluggia
Saluggia és un comune (municipi) de la província de Vercelli, a la regió italiana del Piemont, situat a uns 30 quilòmetres al nord-est de Torí. A 1 de gener de 2019 la seva població era de 6.290 habitants.
Saluggia limita amb els següents municipis: Cigliano, Crescentino, Lamporo, Livorno Ferraris, Torrazza Piemonte, Verolengo i Rondissone.